# Synagoga w Jeziorach
Synagoga w Jeziorach – nieistniejąca, drewniana synagoga w Jeziorach zbudowana w drugiej połowie XVIII w. Spłonęła podczas I wojny światowej.
Bryłę główną tworzyły: sala główna na rzucie zbliżonym do kwadratu, sień poprzedzona podcieniami opartymi na czterech słupach i położone nad nią pomieszczenie (babiniec?), dostępne wewnętrznymi schodami. Po obu bokach bryły głównej przylegały do niej parterowe babińce. W narożnikach zachodnich znajdowały się na planie kwadratu parterowe alkierze. Bryła główna przykryta dachem łamanym, dwukondygnacyjnym. Od dwuspadowej górnej części, część dolną czterospadową oddzielał gzyms.
Ściany pomieszczeń były konstrukcji zrębowej a ściany boczne dodatkowo stabilizowane lisicami. Do sieni wchodziło się przez dwoje prostokątnych, dwuskrzydłowych drzwi. Skrzydła były obite pionowymi deskami. Między drzwiami znajdowało się prostokątne okno. Do babińców prowadziły drzwi jednoskrzydłowe, obite skośnymi klepkami. W sali głównej były bliźniacze okna, z łukowatymi nadprożami, po dwa w każdej ze ścian zewnętrznych. Salę główną przekrywało czworoboczne sklepienie wbudowane w więźbę dachową. W pozostałych pomieszczeniach okna pojedyncze, prostokątne. Ściany sali głównej pobielono, sklepienie pozostawiono w naturalnym drewnie.
Aron ha-kodesz był dwukondygnacyjny, trójprzęsłowy. Dolna kondygnacja ze skrzydłami bocznymi. Strukturę tworzyły ustawione na wspornikach, rzeźbione w motywy roślinne kolumienki. Forma zwężała się ku górze dzięki zsunięciu ku środkowi kolumienek górnej kondygnacji i tym samym zwężenie jej przęseł. Drzwi szafy na rodały prostokątne, dwuskrzydłowe, rzeźbione. Pola boczne i skrzydła wypełniono ażurową dekoracją snycerską.
Bima w kształcie ośmiobocznej neogotyckiej altany. Na toskańskich kolumnach ustawionych na kanelowanych słupkach balustrady rozpięte były ostrołukowe arkady, podtrzymujące belkowanie i gzyms. Pola między łukami oraz belkowanie wypełniały ażurowe motywy roślinne. 